# Epeolus axillaris
Epeolus axillaris (лат.) — вид земляных пчёл-кукушек рода Epeolus из подсемейства Nomadinae (Apidae). Название дано в связи со с троением аксилл этого вида, которые заметно длиннее, чем у похожих E. minimus и E. olympiellus.

## Распространение
Северная Америка: США (Калифорния, Невада).

## Описание
Мелкие слабоопушённые пчёлы, с беловато-жёлтыми отметинами на теле как у ос и рыжевато-красными ногами. Длина около 1 см (тело самки 10 мм; длина головы 2,1 мм; ширина головы 2,9 мм; длина переднего крыла 6,9 мм). Epeolus axillaris можно отличить от всех других видов Epeolus в Северной Америке по отчётливой заднемедиальной впадине метанотума; у всех остальных видов метанотум плоский, сильно выпуклый или слабо выпуклый. Epeolus axillaris близко похож на Epeolus banksi, E. minimus и E. olympiellus тем, что аксилла (за исключением иногда вершины) и мезоскутеллум чёрные; тергит Т1 имеет четырёхугольную дискальную ямку, при дорсальном виде продольная полоса по крайней мере в два раза шире ширины апикальной фасции; а фасция Т2 имеет лопастные переднелатеральные расширения томентума. Однако у всех трёх видов метанотум плоский, а аксилла не выходит за пределы средней длины мезоскутеллума, тогда как у E. axillaris аксилла более вытянута, выходит за пределы средней длины мезоскутеллума, но не так далеко назад, как его задний край. На цветках сложноцветных Chrysothamnus и Ericameria (Compositae). Предположительно, как и другие виды, клептопаразиты пчёл рода Colletes, в гнёзда которых откладывают свои яйца. Максиллярные щупики 1-члениковые. 2-й стернит брюшка матовый. У самок на 6-м стерните брюшка расположены ланцетовидные, мелко зазубренные отростки. В переднем крыле три радиомедиальных ячейки, 1-я из них много крупнее 3-й. Вершина радиальной ячейки (по форме она эллиптическая) удалена от переднего края крыла. Задние голени со шпорами.